# Blinding Lights
Singles de The Weeknd
Heartless
(2019) In Your Eyes
(2020)
Clip vidéo
[vidéo] « Blinding Lights », sur YouTube
Blinding Lights est une chanson du chanteur canadien The Weeknd sortie le 29 novembre 2019 comme deuxième single de son quatrième album After Hours. Il s’agit du single le plus écouté de tous les temps sur Spotify.

## Contexte et promotion
Après une pause de cinq mois dans les médias sociaux, le chanteur est revenu sur Instagram le 20 novembre 2019 et a posté six jours plus tard le 26 novembre 2019,. Il a précédemment annoncé un projet appelé Chapter VI en juin 2019. Afin de promouvoir son modèle EQC, Mercedes-Benz réalise une publicité télévisée avec The Weeknd, diffusée pour la première fois à la télévision allemande le 24 novembre 2019,. Elle montre The Weeknd conduisant le VUS Mercedes-Benz EQC et demandant au système de jouer sa nouvelle chanson, un extrait de Blinding Lights est alors joué,. Dans les jours qui ont suivi, The Weeknd annonce sur les réseaux sociaux son retour à la musique avec les légendes « l'automne commence demain soir » et « Ce soir, nous commençons un nouveau chapitre psychotique qui fait fondre le cerveau! Allons-y! ».
Lors d'une interview donnée par Jem Aswad du magazine Variety, The Weeknd évoque son expérience de travail avec l'auteur-compositeur-producteur suédois Max Martin, en disant : « Max et moi sommes devenus littéralement les meilleurs amis, mais je ne fais pas cela avec beaucoup de gens. Ce n'est pas que je ne peux pas, mais une collaboration est une relation, c'est comme un mariage, vous devez vous y mettre ». Dans une interview au Billboard, The Weeknd exprime son appréciation pour la musique des années 1980 : « J'ai toujours eu une admiration pour l'époque avant ma naissance. Vous pouvez l'entendre dès ma première mixtape que les années 80 — Siouxsie and the Banshees, Cocteau Twins — jouent un rôle si important dans mon son. Parfois cela m'aide à créer un nouveau son et parfois c'est juste évident. Je suis juste content que le monde l'apprécie maintenant ».

## Paroles et composition
Tout au long de la chanson, The Weeknd chante la renaissance d'une relation et l'importance de son partenaire. Le chanteur évoque également la ville de Las Vegas, dans le Nevada, où il y fait référence à travers son surnom de « Sin City » dans le pré-refrain. Il est supposé que les paroles de la chanson font référence à la relation amoureuse avec des hauts et des bas qu'a eu Tesfaye avec la mannequin Bella Hadid.
La chanson est écrite dans la tonalité de fa mineur en mode dorien avec un tempo Vivace de 170 battements par minute. La gamme vocale de The Weeknd s'étend de la note grave de fa3 à la note aiguë de do5. « De ses vers échelonnés à son refrain plein de tension, la chanson présente le poli et les « mathématiques mélodiques » pour lesquelles Max Martin est réputé », selon Chris Molanphy du magazine américain Slate.

## Réception

### Accueil critique
La chanson est saluée par la critique,,,,,. Elle a été nommée l'une des meilleures chansons de 2020 par Billboard et la meilleure chanson de 2020 par Consequence of Sound ; le premier a souligné son attrait nostalgique, et le second a loué son « roman mélodique ciré sur un riff de blockbuster ». Le magazine Variety a nommé Blinding Lights le disque de l'année : « Blinding Lights de The Weeknd est indiscutablement l'une des chansons marquantes de 2020. Le morceau a un crochet de synthé cristallin tout droit sorti de 1985 ». Blinding Lights a été nommé l'une des meilleures chansons de 2019 par Stereogum, où l'éditeur Chris DeVille a complimenté l'esthétique et l'ambiance des années 1980 du titre, en disant que « les années 80 ne mourront jamais - ou, du moins, le néon glamour 80s de notre imaginaire collectif ».

### Accueil commercial
Aux États-Unis, Blinding Lights est onzième du Billboard Hot 100 dans le classement daté du 14 décembre 2019, avec 24 000 ventes numériques et 24,8 millions d'écoutes en streaming. En avril 2020, c'est le cinquième titre no 1 du Hot 100 pour The Weeknd
Dans le Rolling Stone Top 100 Songs, la chanson débute à la seconde place, devancée par son propre Heartless.
Au Canada, le pays natal de The Weeknd, Blinding Lights atteint la seconde place au Canadian Hot 100, une place au-dessus de Heartless. Elle a ensuite réussi à atteindre le numéro un après la sortie de son album parent lors du classement de 4 avril 2020, devenant ainsi le cinquième single numéro un de The Weeknd dans le pays. La chanson a passé sept semaines au sommet du classement, et devient ex-æquo avec Starboy pour le nombre de semaines passées à la première place. Pour la première moitié de 2020, Blinding Lights a été la meilleure chanson canadienne dans l'ensemble, avec 484 000 unités vendus.

## Clip
Le vidéo-clip officiel a été tourné sur la Fremont Street à Las Vegas et est sorti le 24 janvier 2020. Les visuels sont dans la lignée de ceux de Heartless et montrent The Weeknd conduisant un roadster Mercedes-AMG GT à travers « Sin City ». Oliver Millar s’est servi de zooms anamorphiques Panavision pour obtenir ces images.

## Prestations en public
The Weeknd a interprété pour la première fois le single le 6 décembre 2019 lors de l'émission The Late Show with Stephen Colbert, le lendemain de sa performance de Heartless. Elle a également été interprétée le 22 janvier 2020 lors de Jimmy Kimmel Live!.
Blinding Lights était présentée lors de The Weeknd Experience, un évènement numérique interactif en réalité augmentée organisé sur TikTok le 7 août 2020. The Weeknd a démarré les MTV Video Music Awards de 2020 avec Blinding Lights, décrit à l'avance comme une vitrine « clivée, éblouissante ». Il a interprété la chanson depuis la terrasse d'observation du 30 Hudson Yards à Manhattan, New York, avec un fond de feux d'artifice.
La chanson a également été interprétée en public lors de l'évènement Time 100 de 2020, où The Weeknd est accompagné du saxophoniste Kenny G et lors du Z100 Jingle Ball de 2020.

## Dans la culture populaire
L'intro de Blinding Lights a été utilisée dans un défi de danse chorégraphié TikTok connu sous le nom de « Blinding Lights Challenge ». Elle a été utilisée pour promouvoir le Super Bowl LIV et a été présenté comme chanson thème pour WrestleMania 36. Blinding Lights apparaît sur la bande son du jeu vidéo NBA 2K21. La chanson est également présente dans le jeu de rythme de danse, Just Dance 2021. La chanson a été présentée dans la mise à jour Fortnite « Joy Ride » via Fortnite Radio. A. J. McLean et Cheryl Burke (en) ont dansé le jive sur la chanson lors de la première semaine de la 29e saison de l'édition américaine de Dancing with the Stars. En 2024, la chanson est utilisée dans le clip publicitaire pour le SUV Peugeot e3008.

## Reprises
Le 1er juillet 2020, le groupe de chanteurs du quintette Pentatonix a publié une vidéo pour leur interprétation de Blinding Lights. Dans le clip, le groupe est vu dans leurs maisons respectives. Le 3 juillet 2020, une reprise de la chanson par Christine and the Queens est sortie. « Sa version est une interprétation émotive mais aérienne. La voix moelleuse de l'artiste glisse sans effort, peu importe les hauteurs », a déclaré Lake Schatz, éditeur du Consequence of Sound. Le groupe anglais London Grammar a repris Blinding Lights le 22 septembre 2020 au Live Lounge de BBC Radio 1, soutenu par des pianistes et des guitaristes.

## Remix
Le premier remix officiel de la chanson met en vedette les voix du groupe de musique électronique américain Chromatics et est inclus dans l'édition de luxe originale d'After Hours et l'EP de remix After Hours (Remixes). Un deuxième remix officiel du groupe américano-jamaïcain Major Lazer a été publié le 15 avril 2020. Un remix non officiel du duo de disc jockeys néerlandais W&W a été publié le 2 juillet 2020. Un troisième remix officiel avec la chanteuse espagnole Rosalía a été publié le 4 décembre 2020.

## Personnel
Crédits provenant du site officiel de The Weeknd et Tidal.
- The Weeknd - chant, écriture, production
- Belly - écriture
- Jason Quenneville - écriture
- Max Martin - écriture, production, programmation, piano, basse, guitare, batterie
- Oscar Holter - écriture, production, programmation, piano, basse, guitare, batterie
- Shin Kamiyama - ingénierie
- Cory Bice - assistant ingénierie
- Jeremy Lertola - assistant ingénierie
- Sean Klein - assistant ingénierie
- Serban Ghenea - mixage
- John Hanes - ingénierie pour mixage
- Dave Kutch - masterisation
- Kevin Peterson - assistant de masterisation

## Classements et certifications
Blinding Lights atteint la première place des hit-parades dans 34 pays, incluant le Canada et les États-Unis, où il est devenu le 5e single numéro un du chanteur dans les classements Canadian Hot 100 et Billboard Hot 100 pendant sept et quatre semaines respectivement. C'est également devenu son premier single numéro un en Allemagne, restant en tête pendant dix semaines, au Royaume-Uni pendant huit semaines et en Australie pendant onze semaines. C'est son single ayant obtenu le plus de succès au monde à ce jour et détient actuellement le record du nombre de semaines passées dans le top 5 et le top 10 du Billboard Hot 100,,.
Le 31 décembre 2022, la chanson bat un record en détronant Shape of You de Ed Sheeran sur Spotify en devenant la chanson la plus écoutée de la plateforme avec 3,32 milliards de streaming,,.
| Classement (2019-20)                    | Meilleure position |
| --------------------------------------- | ------------------ |
| Afrique du Sud (SAARF)                  | 46                 |
| Allemagne (GfK Entertainment)           | 1                  |
| Argentine (Hot 100)                     | 11                 |
| Argentine (Monitor Latino)              | 3                  |
| Australie (ARIA)                        | 1                  |
| Australie (ARIA Urban)                  | 1                  |
| Autriche (Ö3 Austria Top 40)            | 1                  |
| Belgique (Flandre Ultratop 50 Singles)  | 1                  |
| Belgique (Flandre Ultratop 50 Airplay)  | 1                  |
| Belgique (Wallonie Ultratop 50 Singles) | 1                  |
| Belgique (Wallonie Ultratop 50 Airplay) | 1                  |
| Bolivie (Monitor Latino)                | 1                  |
| Brésil (Top 100 Brasil)                 | 51                 |
| Bulgarie (Prophon)                      | 1                  |
| Canada (Hot 100)                        | 1                  |
| Canada (Adult Contemporary)             | 1                  |
| Canada (CHR/Top 40)                     | 1                  |
| Canada (Hot AC)                         | 1                  |
| Canada (All-Format)                     | 1                  |
| CEI (Tophit)                            | 2                  |
| Chili (Monitor Latino)                  | 15                 |
| Colombie (National-Report)              | 25                 |
| Corée du Sud (Gaon)                     | 136                |
| Costa Rica (Monitor Latino)             | 5                  |
| Croatie (HRT)                           | 1                  |
| Danemark (Tracklisten)                  | 1                  |
| Écosse (OCC)                            | 1                  |
| Équateur (Monitor Latino)               | 5                  |
| Espagne (PROMUSICAE)                    | 5                  |
| Estonie (Eesti Ekspress)                | 1                  |
| États-Unis (Hot 100)                    | 1                  |
| États-Unis (Adult Contemporary)         | 1                  |
| États-Unis (Adult Pop Songs)            | 1                  |
| États-Unis (Dance/Mix Show Airplay)     | 2                  |
| États-Unis (Dance Club Songs)           | 44                 |
| États-Unis (Pop Airplay)                | 1                  |
| États-Unis (R&B/Hip-Hop Songs)          | 1                  |
| États-Unis (Radio Songs)                | 1                  |
| États-Unis (Rhythmic Songs)             | 2                  |
| États-Unis (Rolling Stone Top 100)      | 1                  |
| Europe (Digital Song Sales)             | 1                  |
| Finlande (Suomen virallinen lista)      | 1                  |
| France (SNEP)                           | 1                  |
| France (SNEP Radio)                     | 1                  |
| Global 200 (Billboard)                  | 2                  |
| Grèce (IFPI Greece)                     | 1                  |
| Honduras (Monitor Latino)               | 8                  |
| Hong Kong (Metro Radio (en))            | 1                  |
| Hongrie (Rádiós Top 40)                 | 1                  |
| Hongrie (Single Top 40)                 | 2                  |
| Hongrie (Stream Top 40)                 | 1                  |
| Irlande (Irish Singles Chart)           | 1                  |
| Islande (Tónlistinn)                    | 1                  |
| Israël (Media Forest)                   | 1                  |
| Italie (FIMI)                           | 1                  |
| Japon (Hot 100)                         | 59                 |
| Lettonie (LAIPA)                        | 1                  |
| Liban (The Official Lebanese Top 20)    | 2                  |
| Lituanie (AGATA)                        | 1                  |
| Malaisie (RIM (en))                     | 2                  |
| Mexique (México Airplay)                | 1                  |
| Mexique (Inglés Airplay)                | 1                  |
| Nicaragua (Monitor Latino)              | 14                 |
| Norvège (VG-lista)                      | 1                  |
| Nouvelle-Zélande (RMNZ)                 | 1                  |
| Panama (Monitor Latino)                 | 9                  |
| Paraguay (Monitor Latino)               | 11                 |
| Pays-Bas (Nederlandse Top 40)           | 1                  |
| Pays-Bas (Single Top 100)               | 1                  |
| Pérou (Monitor Latino)                  | 4                  |
| Pologne (ZPAV)                          | 1                  |
| Porto Rico (Monitor Latino)             | 8                  |
| Portugal (AFP)                          | 1                  |
| République dominicaine (SodinPro)       | 35                 |
| Roumanie (Airplay 100)                  | 7                  |
| Royaume-Uni (UK Singles Chart)          | 1                  |
| Royaume-Uni (UK R&B Chart)              | 1                  |
| Royaume-Uni (UK Download Chart)         | 1                  |
| Russie (Tophit)                         | 2                  |
| Salvador (Monitor Latino)               | 4                  |
| Serbie (Radiomonitor Airplay)           | 1                  |
| Singapour (RIAS (en))                   | 1                  |
| Slovaquie (IFPI Rádio)                  | 1                  |
| Slovaquie (IFPI Singles Digitál)        | 1                  |
| Slovénie (SloTop50)                     | 1                  |
| Suède (Sverigetopplistan)               | 1                  |
| Suisse (Schweizer Hitparade)            | 1                  |
| Suisse (Charts Romandie)                | 1                  |
| Tchéquie (IFPI Rádio)                   | 1                  |
| Tchéquie (IFPI Singles Digitál)         | 1                  |
| Uruguay (Monitor Latino)                | 4                  |
| Ukraine (Tophit)                        | 5                  |

| Classement (2020)                        | Position |
| ---------------------------------------- | -------- |
| Allemagne (GfK Entertainment)            | 1        |
| Argentine (Monitor Latino)               | 8        |
| Australie (ARIA)                         | 1        |
| Autriche (Ö3 Austria Top 40)             | 1        |
| Belgique (Flandre Ultratop)              | 1        |
| Belgique (Wallonie Ultratop)             | 1        |
| Bolivie (Monitor Latino)                 | 2        |
| Canada (Hot 100)                         | 2        |
| Chili (Monitor Latino)                   | 19       |
| CEI (Tophit)                             | 1        |
| Colombie (Monitor Latino)                | 84       |
| Costa Rica (Monitor Latino)              | 16       |
| Danemark (Tracklisten)                   | 1        |
| Équateur (Monitor Latino)                | 23       |
| États-Unis (Billboard Hot 100)           | 1        |
| États-Unis (Adult Contemporary)          | 10       |
| États-Unis (Adult Pop Songs (en))        | 2        |
| États-Unis (Dance/Mix Show Airplay (en)) | 3        |
| États-Unis (Pop Songs)                   | 1        |
| États-Unis (R&B/Hip-Hop Songs)           | 1        |
| États-Unis (Radio Songs)                 | 2        |
| États-Unis (Rhythmic Songs (en))         | 11       |
| France (SNEP)                            | 2        |
| Grèce (IFPI)                             | 2        |
| Guatemala (Monitor Latino)               | 83       |
| Honduras (Monitor Latino)                | 14       |
| Irlande (IRMA)                           | 1        |
| Islande (Plötutíðindi)                   | 1        |
| Italie (FIMI)                            | 8        |
| Japon Hot Overseas (Billboard)           | 6        |
| Mexique (Monitor Latino)                 | 1        |
| Nicaragua (Monitor Latino)               | 21       |
| Norvège (VG-lista)                       | 2        |
| Nouvelle-Zélande (RMNZ)                  | 2        |
| Panama (Monitor Latino)                  | 13       |
| Paraguay (Monitor Latino)                | 43       |
| Pays-Bas (Nederlandse Top 40)            | 1        |
| Pays-Bas (Single Top 100)                | 1        |
| Pérou (Monitor Latino)                   | 31       |
| Porto Rico (Monitor Latino)              | 11       |
| République dominicaine (Monitor Latino)  | 63       |
| Roumanie (Airplay 100)                   | 22       |
| Royaume-Uni (UK Singles Chart)           | 1        |
| Russie (Tophit)                          | 1        |
| Salvador (Monitor Latino)                | 4        |
| Singapour (RIAS)                         | 2        |
| Slovénie (SloTop50)                      | 1        |
| Suède (Sverigetopplistan)                | 2        |
| Suisse (Schweizer Hitparade)             | 1        |
| Uruguay (Monitor Latino)                 | 18       |
| Venezuela (Monitor Latino)               | 71       |

### Certifications
| Région                                                                     | Certification | Ventes/Streams |
| -------------------------------------------------------------------------- | ------------- | -------------- |
| Allemagne (BVMI)                                                           | Diamant       | 1 000 000‡     |
| Autriche (IFPI Autriche)                                                   | 3 × Platine   | 90 000‡        |
| Australie (ARIA)                                                           | 6 × Platine   | 420 000‡       |
| Belgique (BEA)                                                             | 3 × Platine   | 120 000*       |
| Brésil (Pro-Música Brasil)                                                 | 2 × Diamant   | 320 000‡       |
| Canada (Music Canada)                                                      | 9 × Platine   | 720 000‡       |
| Danemark (IFPI Danmark)                                                    | 3 × Platine   | 270 000‡       |
| Espagne (Promusicae)                                                       | 4 × Platine   | 160 000‡       |
| États-Unis (RIAA)                                                          | 10 × Platine  | 10 000 000‡    |
| Finlande (Musiikkituottajat)                                               | Platine       | 10 000‡        |
| France (SNEP)                                                              | Diamant       | 333 333‡       |
| Italie (FIMI)                                                              | 3 × Platine   | 210 000‡       |
| Mexique (AMPROFON)                                                         | 3 × Platine   | 180 000‡       |
| Norvège (IFPI Norway)                                                      | 5 × Platine   | 300 000‡       |
| Nouvelle-Zélande (RMNZ)                                                    | 4 × Platine   | 120 000‡       |
| Pologne (ZPAV)                                                             | Diamant       | 100 000‡       |
| Portugal (AFP)                                                             | 4 × Platine   | 40 000‡        |
| Royaume-Uni (BPI)                                                          | 6 × Platine   | 1 800 000‡     |
| xNon précisé par la certification ‡ventes/streaming selon la certification |               |                |

## Historique de sortie
| Région      | Date             | Format                           | Version           | Label(s)        | Ref.    |
| ----------- | ---------------- | -------------------------------- | ----------------- | --------------- | ------- |
| Divers      | 29 novembre 2019 | - Téléchargement - streaming     | Original          | - XO - Republic | ,       |
| Italie      | 13 décembre 2019 | Contemporary hit radio (en)      | Original          | Universal       | [ 212 ] |
| Royaume-Uni | 20 décembre 2019 | Contemporary hit radio (en)      | Original          | - XO - Republic | [ 213 ] |
| États-Unis  | 6 janvier 2020   | Hot adult contemporary radio     | Original          | - XO - Republic | [ 214 ] |
| États-Unis  | 7 janvier 2020   | Contemporary hit radio           | Original          | - XO - Republic | [ 215 ] |
| Royaume-Uni | 11 janvier 2020  | Adult contemporary radio         | Original          | - XO - Republic | [ 216 ] |
| États-Unis  | 4 février 2020   | Rhythmic contemporary radio (en) | Original          | - XO - Republic | [ 217 ] |
| Divers      | 31 mars 2020     | - Téléchargement - streaming     | Remix Major Lazer | - XO - Republic | [ 218 ] |
| Divers      | 4 décembre 2020  | - Téléchargement - streaming     | Remix Rosalía     | - XO - Republic | [ 219 ] |